# Liste der denkmalgeschützten Objekte in Teufenbach-Katsch
Die Liste der denkmalgeschützten Objekte in Teufenbach-Katsch enthält die 24 denkmalgeschützten, unbeweglichen Objekte der österreichischen Gemeinde Teufenbach-Katsch im steirischen Bezirk Murau.

## Denkmäler
| Foto |                 | Denkmal                                                                                                | Standort                                           | Beschreibung | Metadaten |
| ---- | --------------- | --- | -------------------------------------------------- | --- | --- |
| ja   | Datei hochladen | Kath. Pfarrkirche hl. Andreas mit Friedhof HERIS-ID: 51058 Objekt-ID: 56617                            | Frojach Standort KG: Frojach                       | Die Pfarrkirche wurde in mehreren Etappen erbaut, der heutige, ursprünglich protestantische Bau stammt aus den Jahren 1527 und 1555 (?), 1722 erfolgte ein Umbau zu einer katholischen Kirche, nachdem die katholische Kirche (vermutlich durch Überschwemmung) zerstört wurde und diese Kirche von den Katholiken übernommen wurde. 1898 erfolgte der letzte Umbau. Der zweijochige Chor mit 5/8-Schluss hat ein Gewölbe mit Putzgraten in Rautensternform, die auf Halbrunddiensten mit Wulstkapitellen ruhen, Spitzbogenfenster und halbrunde dienstartige Pfeiler auch an der Außenseite. Ein eingeschnürter rundbogiger Fronbogen trennt den Chor vom breiten Schiff, das als Saalraum mit Flachdecke ausgeführt ist. Das Schiff hat neugotische Spitzbogenfenster, südlich und nördlich je eine Seitenkapelle. Der Dachreiter trägt einen achtseitigen Spitzhelm. Die Sakristei nördlich des Chores hat ein Stichkappentonnengewölbe. Die neugotische Einrichtung stammt aus den Jahren 1899 und 1900. Der Hochaltar zeigt ein Bild des hl. Andreas und ist mit Felix Barazzutti 1899 bezeichnet. Zwei barocke Statuen der hll. Florian und Leonhard stammen aus der 1. Hälfte des 18. Jahrhunderts. Das große Pestvotivbild trägt ein Chronogramm 1715 und ist mit Georg Lercher 1717 bezeichnet. Wappenstein von Victor von Pranckh, gestorben 1584. In der Kirche sind unter der Kanzel und in der Kirchhofmauer Reliefsteine aus der Römerzeit eingemauert. Auf dem Friedhof ein Schmiedeeisenkreuz aus der 2. Hälfte des 17. Jahrhunderts, das barocke Friedhofskreuz stammt aus dem 18. Jahrhundert. | BDA-Hist.: Q24260078 Status: § 2a Stand der BDA-Liste: 2025-06-30 Name: Kath. Pfarrkirche hl. Andreas mit Friedhof GstNr.: .1 Pfarrkirche Frojach                          |
| ja   | Datei hochladen | ehem. Pfarrhof HERIS-ID: 36933 Objekt-ID: 35998                                                        | Frojacher Straße 11 Standort KG: Frojach           | Der alte Pfarrhof stammt aus der Mitte des 17. Jahrhunderts. Walmdach. | BDA-Hist.: Q37972936 Status: Bescheid Stand der BDA-Liste: 2025-06-30 Name: ehem. Pfarrhof GstNr.: .3                                                                      |
| ja   | Datei hochladen | Bahnhof Frojach-Katschtal HERIS-ID: 79044 Objekt-ID: 92714                                             | Frojacher Straße 19 Standort KG: Frojach           | | BDA-Hist.: Q38153694 Status: § 2a Stand der BDA-Liste: 2025-06-30 Name: Bahnhof Frojach-Katschtal GstNr.: .264                                                             |
| ja   | Datei hochladen | Altburg Pux/Schlossruine HERIS-ID: 112527 Objekt-ID: 130733seit 2016                                   | Pux 1, in der Nähe Standort KG: Frojach            | Die seit dem 12. Jahrhundert belegte Burg stand bis 1425 im Besitz der Puxer und bis 1559 im Besitz der Pranckher und ab 1872 wiederum im Besitz der Pranckher. | BDA-Hist.: Q37831507 Status: Bescheid Stand der BDA-Liste: 2025-06-30 Name: Altburg Pux/Schlossruine GstNr.: .175/1 Altburg Pux, Frojach                                   |
| ja   | Datei hochladen | Römische Murtalstraße HERIS-ID: 106157 Objekt-ID: 123268                                               | Standort KG: Frojach                               | Der Römerweg, der im Gemeindegebiet von Frojach-Katsch noch recht gut zu sehen ist, führte aus dem Zollfeld in Kärnten über den Perchauer Sattel – Pux – Frojach-Katsch – St. Peter am Kammersberg stets an der Westseite des Tales über den Sölkpass, wo er sich im Ennstal mit der römischen Straße vereinigte, welche die beiden Tauernstraßen zwischen Stiriate (Liezen) und Anis (Altenmarkt) verband. | BDA-Hist.: Q37807064 Status: Bescheid Stand der BDA-Liste: 2025-06-30 Name: Römische Murtalstraße GstNr.: 897/51, 1041/2 Roemerweg Frojach-Katsch                          |
| ja   | Datei hochladen | Höhlenburg Puxer Luegg (Puxerloch) und Schallaun HERIS-ID: 36937 Objekt-ID: 36002                      | östlich Standort KG: Frojach                       | → Hauptartikel : Puxerloch f1 | BDA-Hist.: Q2119410 Status: Bescheid Stand der BDA-Liste: 2025-06-30 Name: Höhlenburg Puxer Luegg (Puxerloch) und Schallaun GstNr.: .237, .238 Puxerloch                   |
| ja   | Datei hochladen | Kath. Filialkirche Maria Dorn HERIS-ID: 78987 Objekt-ID: 92656                                         | bei Saurauer Kirchweg 2 Standort KG: Frojach       | Die Kirche steht vermutlich auf dem Grund der ehemaligen Burg Saurau. Die heutige Kirche soll um 1680 von Carl Grafen von Saurau erbaut worden sein. | BDA-Hist.: Q38153501 Status: § 2a Stand der BDA-Liste: 2025-06-30 Name: Kath. Filialkirche Maria Dorn GstNr.: .35 Saurau Maria Dorn                                        |
| ja   | Datei hochladen | Kirchhof HERIS-ID: 78989 Objekt-ID: 92658                                                              | bei Saurauer Kirchweg 2 Standort KG: Frojach       | | BDA-Hist.: Q38153519 Status: § 2a Stand der BDA-Liste: 2025-06-30 Name: Kirchhof GstNr.: .35 Saurau Maria Dorn                                                             |
| ja   | Datei hochladen | Bildstock HERIS-ID: 78990 Objekt-ID: 92659                                                             | gegenüber Saurauer Kirchweg 4 Standort KG: Frojach | | BDA-Hist.: Q38153528 Status: § 2a Stand der BDA-Liste: 2025-06-30 Name: Bildstock GstNr.: 232 Saurau Maria Dorn                                                            |
| ja   | Datei hochladen | Kropfmoarhaus (Gasthof Kropfmar) HERIS-ID: 36934 Objekt-ID: 35999                                      | bei Katschtalstraße 31 Standort KG: Katsch         | Das Kropfmoarhaus, die ehemalige Hauptherberge der Saumfahrer, ist ein zweigeschoßiger Bau aus dem 16. Jahrhundert, mit einer gemalten, 1625 datierten Portalumrahmung sowie einem gemalten Fries mit einem Saumzug, 1747 datiert und 1951 restauriert. | BDA-Hist.: Q37972948 Status: § 57-Mandatsbescheid Stand der BDA-Liste: 2025-06-30 Name: Kropfmoarhaus (Gasthof Kropfmar) GstNr.: 76/1 Kropfmoarhaus                        |
| ja   | Datei hochladen | Kriegerdenkmal HERIS-ID: 79089 Objekt-ID: 92759                                                        | Katsch an der Mur Standort KG: Katsch              | Das Kriegerdenkmal mit Wandmalereien von Fritz Silberbauer stammt aus dem Jahre 1923. Die Glocke stammt aus der Kirche von Saurau. | BDA-Hist.: Q38153791 Status: § 2a Stand der BDA-Liste: 2025-06-30 Name: Kriegerdenkmal GstNr.: .213 Kriegerdenkmal Katsch                                                  |
| ja   | Datei hochladen | Kath. Filialkirche hl. Laurentius HERIS-ID: 79256 Objekt-ID: 92931                                     | östlich Sonnbichlerweg 4 Standort KG: Katsch       | St. Lorenzen ob Katsch. Im Kern romanisches Kirchlein aus dem 12./13. Jahrhundert. 1260 urkundlich genannt. Die Turmglocke trägt die Jahreszahl 1454. Gehört zur Pfarre St. Peter am Kammersberg- | BDA-Hist.: Q38154055 Status: § 2a Stand der BDA-Liste: 2025-06-30 Name: Kath. Filialkirche hl. Laurentius GstNr.: .29 Filialkirche hl. Laurentius, Katsch                  |
| ja   | Datei hochladen | Römische Straßenstation und Siedlung mit Gräberfeld Katsch HERIS-ID: 113022 Objekt-ID: 131248seit 2018 | Standort KG: Katsch                                | | BDA-Hist.: Q105646902 Status: Bescheid Stand der BDA-Liste: 2025-06-30 Name: Römische Straßenstation und Siedlung mit Gräberfeld Katsch. GstNr.: 1005, 633/3, 633/1, 645/2 |
| ja   | Datei hochladen | Bahnhof Teufenbach HERIS-ID: 78885 Objekt-ID: 92552                                                    | Bahnhofstraße 1 Standort KG: Teufenbach            | | BDA-Hist.: Q38153203 Status: § 2a Stand der BDA-Liste: 2025-06-30 Name: Bahnhof Teufenbach GstNr.: .86                                                                     |
| ja   | Datei hochladen | Bildstock HERIS-ID: 78877 Objekt-ID: 92544                                                             | bei Kirchgasse 9 Standort KG: Teufenbach           | | BDA-Hist.: Q38153176 Status: § 2a Stand der BDA-Liste: 2025-06-30 Name: Bildstock GstNr.: 352/4                                                                            |
| ja   | Datei hochladen | Pfarrhof HERIS-ID: 78751 Objekt-ID: 92416                                                              | Pfarrplatz 1 Standort KG: Teufenbach               | | BDA-Hist.: Q38152873 Status: § 2a Stand der BDA-Liste: 2025-06-30 Name: Pfarrhof GstNr.: 347                                                                               |
| ja   | Datei hochladen | Sog. Pfarrhofstöckl, Vereinslokal des Trachtenvereins Teuffenbach HERIS-ID: 78753 Objekt-ID: 92418     | bei Pfarrplatz 3 Standort KG: Teufenbach           | | BDA-Hist.: Q38152891 Status: § 2a Stand der BDA-Liste: 2025-06-30 Name: Sog. Pfarrhofstöckl, Vereinslokal des Trachtenvereins Teuffenbach GstNr.: 347                      |
| ja   | Datei hochladen | Umfriedung HERIS-ID: 80559 Objekt-ID: 94302                                                            | Schlossplatz 1 Standort KG: Teufenbach             | | BDA-Hist.: Q38174132 Status: § 2a Stand der BDA-Liste: 2025-06-30 Name: Umfriedung GstNr.: 11/2 Wall of Schloss Neu-Teuffenbach                                            |
| ja   | Datei hochladen | Altersheim, ehem. Schloss Neu-Teuffenbach HERIS-ID: 78856 Objekt-ID: 92522                             | Schlossplatz 1 Standort KG: Teufenbach             | | BDA-Hist.: Q38153071 Status: § 2a Stand der BDA-Liste: 2025-06-30 Name: Altersheim, ehem. Schloss Neu-Teuffenbach GstNr.: 11/2, 11/3, 11/5 Schloss Neu-Teuffenbach         |
| ja   | Datei hochladen | Kommunaler Wohnbau, Ansitz, Faßhof/Vaßhof HERIS-ID: 102918 Objekt-ID: 119372                           | Schulgasse 3 Standort KG: Teufenbach               | Der Vaßhof wurde von den Teuffenbachern im 16. Jahrhundert zu einem Edelsitz ausgebaut und ist teilweise noch in seiner ursprünglichen Form erhalten. Die hier angeführte Grundstücksnummer bezeichnet den SSO Flügel. | BDA-Hist.: Q37792254 Status: § 2a Stand der BDA-Liste: 2025-06-30 Name: Kommunaler Wohnbau, Ansitz, Faßhof/Vaßhof GstNr.: .24/3 Fasshof, Teufenbach                        |
| ja   | Datei hochladen | Kath. Pfarrkirche hl. Margareta mit ehem. Friedhof HERIS-ID: 51911 Objekt-ID: 57731                    | Teufenbach Standort KG: Teufenbach                 | → Hauptartikel : Pfarrkirche Teufenbach f1 | BDA-Hist.: Q38048133 Status: § 2a Stand der BDA-Liste: 2025-06-30 Name: Kath. Pfarrkirche hl. Margareta mit ehem. Friedhof GstNr.: .2/1 Pfarrkirche Teufenbach             |
| ja   | Datei hochladen | Eisenbahnbrücke der Murtalbahn HERIS-ID: 90147 Objekt-ID: 104825                                       | Teufenbach Standort KG: Teufenbach                 | Anmerkung: Die Eisenbahnbrücke überquert die Mur, die hier die Grenze zur Gemeinde Niederwölz bildet, wo die andere Hälfte der Brücke ebenfalls unter Denkmalschutz steht. | BDA-Hist.: Q37745152 Status: § 2a Stand der BDA-Liste: 2025-06-30 Name: Eisenbahnbrücke der Murtalbahn GstNr.: 358/1, 355/1, 355/3 Murtalbahnbrücke Niederwölz-Teufenbach  |
| ja   | Datei hochladen | Faßhof/Vaßhof HERIS-ID: 37467 Objekt-ID: 36629                                                         | Vasshofweg 3 Standort KG: Teufenbach               | Der Vaßhof wurde von den Teuffenbachern im 16. Jahrhundert zu einem Edelsitz ausgebaut und ist teilweise noch in seiner ursprünglichen Form erhalten. Die hier angeführten Grundstücksnummern bezeichnet die restlichen Flügel und den Innenhof. | BDA-Hist.: Q37975832 Status: Bescheid Stand der BDA-Liste: 2025-06-30 Name: Faßhof/Vaßhof GstNr.: .24/1, .24/2, .24/4, 81/1, 81/2, 81/3 Fasshof, Teufenbach                |
| ja   | Datei hochladen | Nischenbildstock HERIS-ID: 78872 Objekt-ID: 92539                                                      | Standort KG: Teufenbach                            | | BDA-Hist.: Q38153127 Status: § 2a Stand der BDA-Liste: 2025-06-30 Name: Nischenbildstock GstNr.: 348/8                                                                     |